# Flustra
Genre
Flustra est un genre d'animaux aquatiques de l'embranchement des ectoproctes.

## Liste d'espèces
Selon World Register of Marine Species (2 novembre 2021) :
- Flustra anguloavicularis Kluge, 1961
- Flustra digitata Packard, 1867
- Flustra foliacea (Linnaeus, 1758)
- Flustra italica Spallanzani, 1801
- Flustra nordenskjoldi Kluge, 1929
- Flustra pedunculata (Busk, 1884)
- Flustra separata Waters, 1888